# Ensign Pulver
Ensign Pulver (v anglickém originále Ensign Pulver) je americká filmová komedie z roku 1964. Režisérem filmu je Joshua Logan. Hlavní role ve filmu ztvárnili Robert Walker Jr., Burl Ives, Walter Matthau, Tommy Sands a Millie Perkins. 

## Obsazení
| Robert Walker Jr. | Frank Pulver     |
| Burl Ives         | kapitán Morton   |
| Walter Matthau    | Doc              |
| Tommy Sands       | John X. Bruno    |
| Millie Perkins    | sestřička Scotty |
| Kay Medford       | hlavní sestra    |
| Larry Hagman      | Billings         |
| Peter Marshall    | Carney           |
| Jack Nicholson    | Dolan            |